# Geisterströmung
Geisterströmung ist ein Gedichtband von Brigitte Oleschinski, der erstmals 2004 beim DuMont Verlag erschien. Dem Gedichtband liegt eine CD mit dem Titel Wie Gedichte singen bei.

## Inhalt
Der Gedichtband ist nicht in Kapitel untergliedert, die einzelnen Texte tragen keine Titel. Man kann die Texte des Gedichtbandes als Langgedicht sehen, oder als einzelne zusammengehörige Fragmente. Auf manchen Seiten stehen nur ein oder zwei Zeilen, andere Seiten sind formal näher an bekannten Gedichtformen. Brigitte Oleschinski beschäftigt sich inhaltlich mit exotischen Hintergründen, es geht um Tropen und Geckos, aber auch um Armut, Kamille und Staub.

## Rezeption
„‚Geisterströmung‘ ist eine Herausforderung an den Leser, der manchmal das Gefühl hat, er müsse ganz neu lesen lernen.“ (Sebastian Domsch)
„‚Geisterströmung‘, eine emphatische Montage aus Archaismen und Modernität (die an zahlreichen Stellen Paul Celan – allerdings weniger neurotisch, dafür umso erotischer – anklingen lässt)“ (Erich Klein)
„‚Geisterströmung‘ fügt sich in diese Reihe: eine konzentrierte Sprache, die die Augenblicke so verdichtet, dass sie kristallin und vielschichtig werden.“ (Helmut Böttiger)

## Ausgaben
- Geisterströmung. Gedichte. DuMont Buchverlag, Köln 2004. ISBN 978-3-8321-7892-5